# Подфіліпські
Подфіліпські (пол. Podfilipscy) — шляхетські родини.

## Гербу Цьолек
- Вікторин (пом. 1541/1542) — кам'янецький гродський суддя; дружина — N. Шаравська
  - Марцін, дружина Агнєшка
    - Єжи
    - Зофія

  - Павел
  - Міхал (бл. 1515—1562) — галицький стольник, дружина — Наталія з Оріховських, сестра відомого Станіслава Оріховського[1] (Каспер Несецький стверджував, що герб Міхала — Пилява
    - Себастьян
    - Станіслав — суддя земський подільський (кам'янецький), посол коронаційного сейму 1576 року, дідич Пищатинців і Верхняківців
      - Адам — суддя земський подільський
        - донька — дружина Лукаша Олесніцького

    - Катажина

  - Зофія — дружина Анджея Черменського
- Якуб — каштелян кам'янецький (1506—1517)
  - Якуб

- Ян — староста зіньківський

## Гербу Пилява
За даними К. Несецького:
- N — дружина Єжи Йордана
- N — дружина Миколая Корицінського

## невідомий герб
- Зофія — дружина ротмістра Яна Йордана, N. Ліпніцького[2]
- Мацей — чоловік Еви, яка перед цим, певне, була другою дружиною Миколая Людзіцького.[3]